# Bohaterowie Sybiru
Bohaterowie Sybiru – polski film fabularny z 1936 roku, w reżyserii Michała Waszyńskiego.

## Produkcja
Inicjatorem powstania filmu był rtm. Władysław Jan Olszowski, oficer Wojska Polskiego na Wschodzie (tzw. „dziadek syberyjski”). Przygotowania do produkcji podjęła wytwórnia filmowa Urania-Film pod kierownictwem Eugeniusza Bodo, która przystąpiła do kręcenia pod koniec 1935. W zamierzeniu twórców film miał ukazać przeżycia zesłańców syberyjskich, a w szczególności losy 5 Dywizji Syberyjskiej. Główną osią były osobiste przeżycia rtm. Olszowskiego. Scenariusz filmu stworzyli Jerzy Walden i Eugeniusz Bodo, którym pomagali rtm. Olszowski i reżyser Michał Waszyński. Pierwotnie rozważano alternatywne tytuły filmu: 5 Dywizja lub V Dywizja Syberyjska bądź Ofiarne serca. Przy tworzeniu scenariusza współdziałali członkowie Związku Sybiraków, zaś po premierze scenariusz został opublikowany w kwartalniku Sybirak, będącym organem prasowym tej organizacji. Jako statyści wystąpili w produkcji bezrobotni sybiracy.

## Fabuła
Akcja filmu dzieje się w 1918 roku. Opowiada o losach polskich zesłańców, którzy po powstaniach narodowych znaleźli się pośród śniegów Syberii. Gdy w pobliskim miasteczku zostaje otwarty punkt rekrutacyjny do armii gen. Żeligowskiego, Polacy tłumnie się stawiają, gotowi po raz kolejny walczyć o wolność Ojczyzny. Lecz droga do domu, pośród mrozu, śniegu i głodu, może być najtrudniejszą drogą w ich dotychczasowym życiu.

## Odbiór
Wydanie nr 15 tygodnika „Wiarus” pozytywnie oceniał film i zapraszał do jego obejrzenia. W opinii Michała Sabatowicza błędem twórców było, iż fabuła filmu kończyła się w czasie historycznym, gdy powinna się zaczynać, a mianowicie w czasie kapitulacji 5 Dywizji; według tego autora film nie emocjonował widzów i zszedł z ekranów.

## Obsada
- Krystyna Ankwicz – wnuczka powstańca polskiego
- Adam Brodzisz – porucznik
- Eugeniusz Bodo – Władek
- Kazimierz Junosza-Stępowski – oficer gwardii carskiej
- Leon Wyrwicz
- Ludwik Fritsche
- Lala Górska - córka porucznika Zofia
- Żenia Magierówna
- Eugeniusz Koszutski
- Stanisław Daniłowicz
- Jerzy Roland
- Jan Kurnakowicz – Stiopa
- Feliks Chmurkowski – inżynier
- Stefan Hnydziński
- Mieczysław Cybulski – student rosyjski Roman Kłosewicz
- Stanisław Grolicki
- Jan Bonecki